# MIMAL

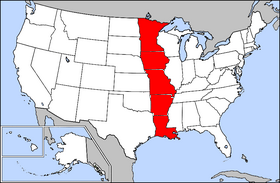
MIMAL en el mapa de los Estados Unidos.

MIMAL es un acrónimo geográfico que se refiere a cinco estados de los Estados Unidos: Minnesota, Iowa, Misuri, Arkansas y Luisiana. El término se usa como referencia a la persona ficticia de Mimal, el Elfo o el Chef (en inglés: Mimal the Elf o Chef), siendo el área compuesta por los cinco estados que se encuentran en la orilla oeste del río Misisipi.
El estado de Minnesota representa el sombrero de Mimal, Iowa es su rostro y Misuri su camisa. Los pantalones de Mimal están representados por Arkansas, y sus botas por Luisiana. Tennessee y Kentucky a veces se incluyen como la sartén de Mimal y el pollo que se cocina en la sartén (Kentucky es la "Kentucky Fried Chicken leg", y Tennessee es la "tin pan"), lo que hace que Mimal sea un cocinero.
El término fue acuñado debido a la forma única de los cinco estados causada por el río Misisipi como una mnemotécnica para ayudar a los estudiantes de estudios sociales a aprender geografía de los Estados Unidos.